# Martin Vahl

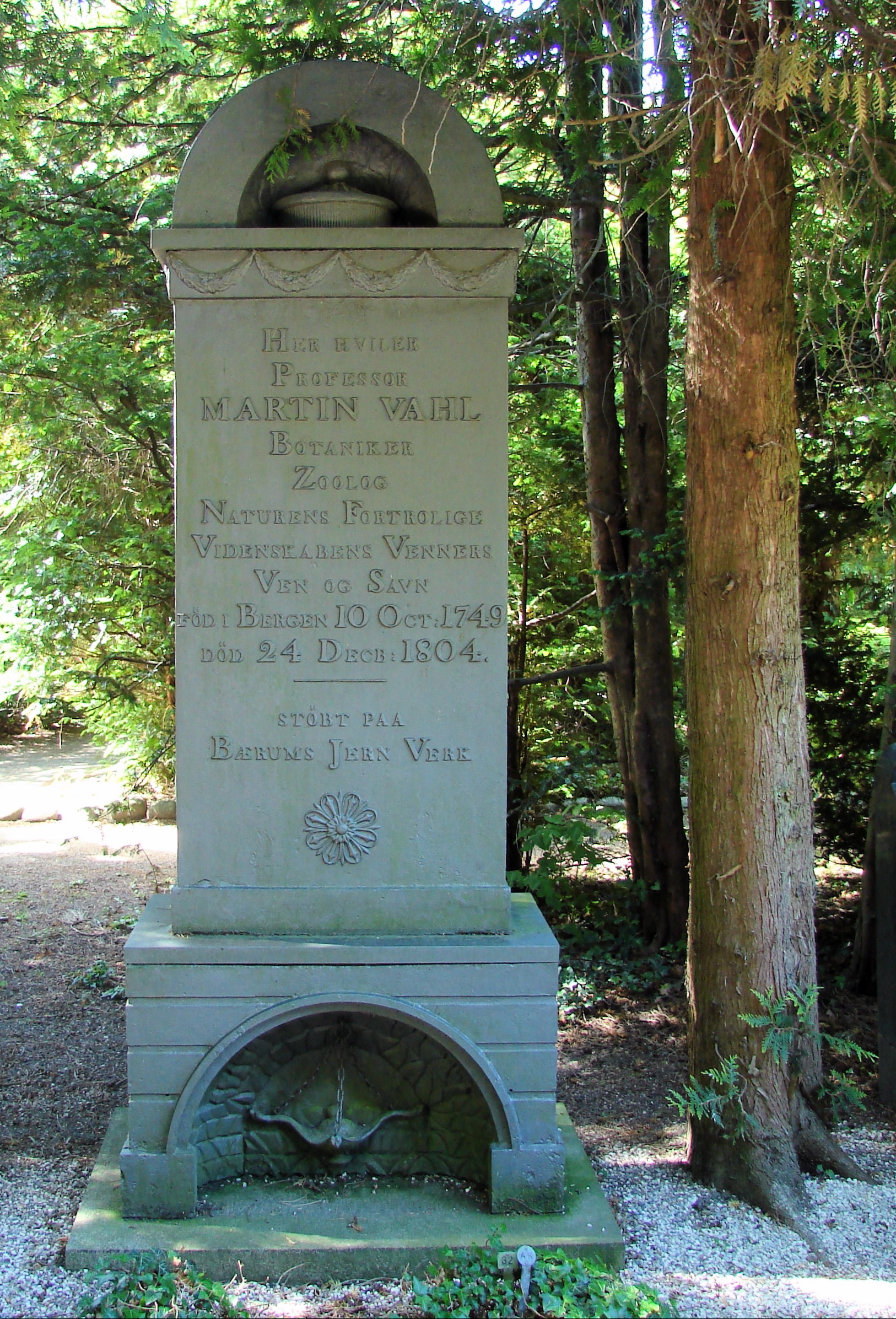
Monumento no Cemitério de Assistens, em Copenhaga.

Martin Henrichsen Vahl (Bergen, 10 de outubro de 1749 — Copenhaga, 24 de dezembro de 1804), por vezes grafado Martin Hendriksen Vahl, foi um médico e professor universitário que se distinguiu como botânico, zoólogo e ilustrador. De origem norueguesa, desenvolveu toda a sua carreira em Copenhaga (Dinamarca). Foi membro da Academia Leopoldina, da Academia Real das Ciências da Suécia e da Linnean Society of London. O seu filho Jens Vahl também foi botânico.

## Biografia
Nasceu na cidade de Bergen, Noruega, então parte da União de Calmar, filho de Henrich Rasmussen (Bergen, 7 de abril de 1720 — Bergen, 23 de setembro de 1794), capitão de navio e mais tarde negociante, e de sua esposa Christine Elisabeth Corneliusdatter Friis (Bergen, 1726 — Bergen, 13 de dezembro de 1765). Casou a 17 de dezembro de 1788 em Christiania com Annichen Dorothea Elisabeth Dedekam (Arendal, 8 de janeiro de 1769 — Copenhaga, 4 de dezembro de 1830). O casla teve seis filhos, entre eles Jens Laurentius Moestue Vahl (Copenhaga, 27 novembro de 1796 — Copenhaga, 12 de novembro de 1854), químico e farmacêutico, mas que também foi um afamado botânico.
Após obter aprovação no examen artium na Schola Cathedralis Bergensis (Escola da Catedral de Bergen), matriculou-se na Universidade de Copenhaga onde entre 1766 e 1774 estudou medicina e botânica. Concluído o curso em Copenhaga, no ano seguinte transferiu-se para a Universidade de Uppsala, onde foi aluno de botânica de Carl von Linné.
Obteve o grau de doutor em Uppsala e entre 1779 e 1782 foi leitor e instrutor de botânica no Sociedade de História Natural ("Naturhistorieselskabet") associada ao Jardim Botânico de Copenhaga, do qual foi curador.
No ano de 1783, foi nomeado pelo rei Cristiano VII da Dinamarca para dirigir uma expedição científica financiada pela corte dinamarquesa, que visava o desenvolvimento da botânica no reino. Durante essa viagem visitou a Holanda, França, Itália, Espanha, Costa da Berbéria, Suíça e Grã-Bretanha. Nestes países herborizou grandes colecções de plantas e visitou os principais museus de história natural. Ao visitar a Inglaterra estabeleceu relações de amizade com cientistas de renome, como Sir Joseph Banks e Sir James Edward Smith (fundador da Linnean Society of London), a cujos herbários e bibliotecas ganhou acesso permanente, privilégio que usou extensivamente ao longo da sua carreira.
Ao voltar a Copenhaga em 1785 foi nomeado professor de história natural na Universidade daquela cidade, iniciando um período de intensa investigação sobre a flora dinamarquesa e escandinava. Desse trabalho resultou a sua primeira publicação de grande relevo, a Flora Danica, uma flora da Dinamarca, obra de que foi editor e colaborador. A obra é um atlas abrangente de botânica, publicado em fascículos contendo ilustrações e descrições de todas as plantas selvagens originários da Dinamarca. A obra foi publicada no período de 1761 a 1883, tendo Vahl contribuído com os fascículos XVI-XXI (até 1799). Para colectar materiais para esta obra e fez várias viagens de exploração pelas costas e montanhas da Noruega.
Após casar em 1788 na sua Noruega natal, onde permaneceu durante algum tempo em Christiania, hoje Oslo, iniciou a publicação das suas descobertas e observações numa obra em 3 volumes intitulada Symbolæ botanicae, sive plantarum, tam earum, quas in itinere, imprimis orientali (1790-1794). Cada volume foi acompanhado pela edição de 25 gravuras a preto-e-branco, não muito acabados, mas expressivos e correctas. O objectivo principal desta obra foi, em primeiro lugar, a ilustração das descobertas do malogrado jovem explorador Peter Forsskål (1732-1763), cuja colecção de espécimes herborizados foi estudada e classificada por Vahl. Estes livros, a que acrescentou as suas próprias observações, foram enriquecidos com descrições e figuras de plantas novas ou raras obtidas de várias fontes, tornadas possíveis por correspondência com muitos outros botânicos, especialmente com Julius Philipp Benjamin von Rohr (1737–1793), que havia herborizado nas colónias dinamarquesas nas Ilhas Virgens (Caraíbas).
No ano de 1792 foi eleito sócio da Academia Leopoldina.
Em resultado da colaboração com Julius von Rohr publicou um trabalho em 4 volumes, intitulado Eclogae americanae; seu, Descriptiones plantarum praesertim Americae meridionalis, nondum cognitarum, publicado em 1796, uma continuação da anterior anterior obra Symbolæ botanicae, ..., seguindo sensivelmente o mesmo plano, mas dedicada às plantas americanas.
As consequências da Revolução Francesa, de cujos ideais era considerado adepto, e o crescimento da instabilidade na Europa, que levou às Guerras Napoleónicas, conduziram à sua destituição em 1799 do cargo de editor da Flora Danica. As suspeitas de que Vahl era suspeito francófilo tinham fundamento, pois tinha afeição por aquele país, pela sua cultura e pelo pensamento revolucionário e durante uma visita posterior foi recebido pessoalmente pelo futuro imperador Napoleão I.
O encontro com Napoleão ocorreu durante uma viagem de estudo, apoiada por subsídios do Governo dinamarquês, visando a realização de uma segunda expedição através dos Países Baixos e norte de França, incluindo os arredores de Paris, com propósitos de botânicos. O principal fim da viagem era obter a informação necessária para a composição de uma grande obra, inspirada na Species Plantarum de Linnaeus. Apesar das suspeitas de simpatias pró-francesas, em 1801 foi nomeado para as funções de catedrático de Botânica da Universidade de Copenhaga, cargo que exerceu até falecer em 1804.
A publicação da obra que o levara a Paris foi iniciada já após a sua nomeação para o lugar de professor da cátedra da Universidade de Copenhaga, mas viria a publicar apenas o primeiro volume, intitulado Enumeratio plantarum, vel ab alium vel ab ipso observatum, cum earum differentiis specificis, synonymis selectis et descriptionibus succinctis, que saiu a público em 1804, ano em que faleceu aos 55 anos de idade. Deixou preparado o segundo volume, o qual foi publicado em 1805 pela sua viúva e pelo seu filho, o também botânico Jens Vahl. Estes dois volumes são valorizados pela abundante introdução de novas espécies, amplas descrições originais, sinónimos bem escolhidas e observações judiciosas, características que fizeram da obra um trabalho muito melhor do que qualquer outro até então publicado. , dando todo o crédito uma performance autêntica. Além de adicionar funcionalidades facilitadoras da consulta, como em Systema Vegetabilium de Lineu, a obra  Enumeratio de Vahl é enriquecida com uma descrição abrangente do hábito e tipo de habitat de ocorrência de cada espécie em particular, o que constitui uma componente importante para melhorar a classificação natural.
Foi sepultado no cemitério "Assistens Kirkegård", em Copenhaga, onde um monumento o recorda.
Foi membro da Academia Real das Ciências da Dinamarca, da Academia Real das Ciências da Suécia e da Academia Leopoldina.
Vahlia é um género de plantas com flor dedicado por Carl Peter Thunberg à sua memória. O mesmo acontece com o género Vahlodea (Deschampsia) de gramíneas.
Uma rua no Jardim Botânico de Oslo (1866), uma rua em Bergen (1877) e uma escola em Oslo (1897) receberam o nome de Martin Vahl. Uma estrada em Århus é designada por Martin Vahls Vej (1922).

### Espécies descritas por Vahl

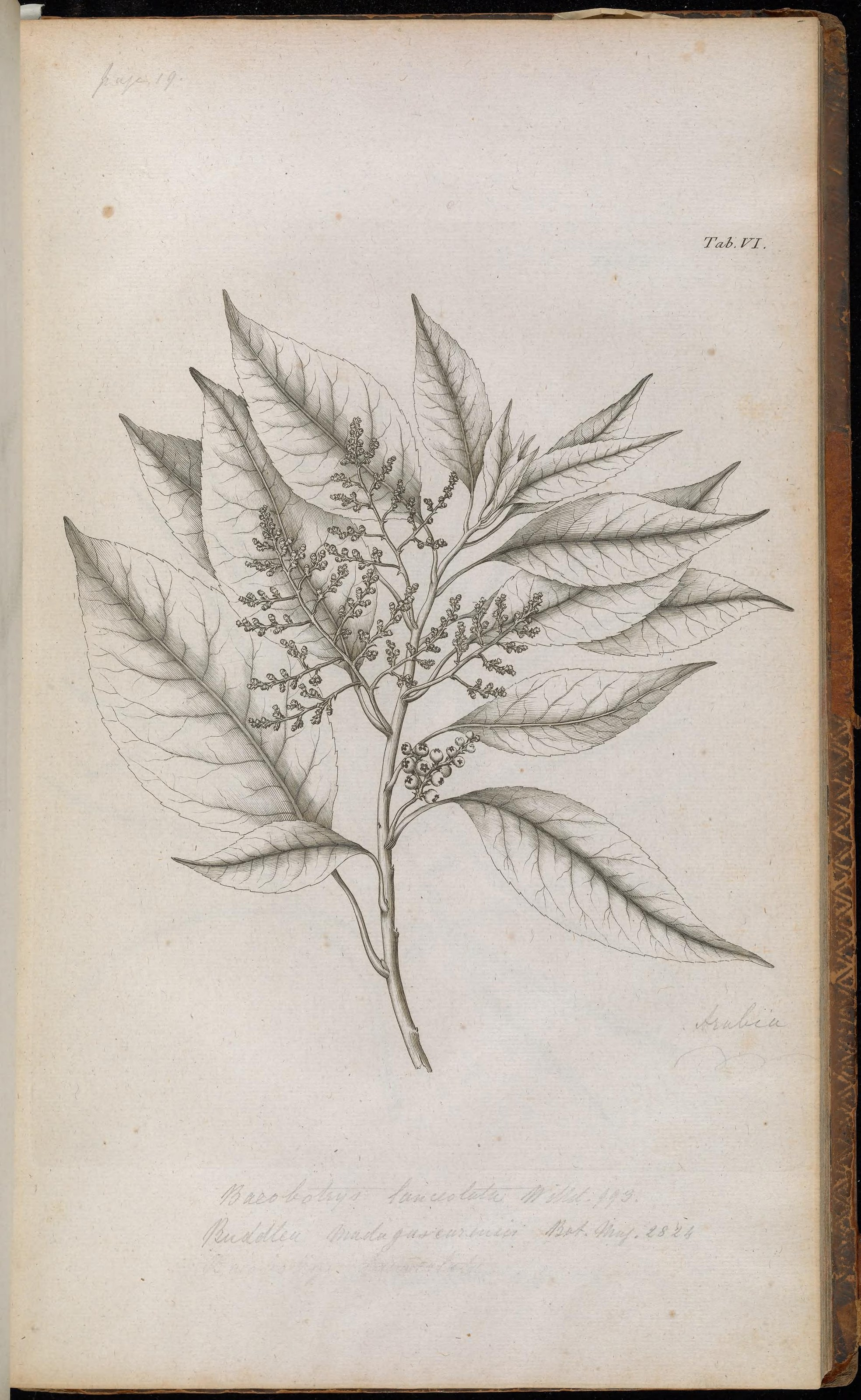
Symbolae botanicae, tab. VI: Aralia.

Martin Vahl descreveu quase 1 000 espécies novas de plantas e fungos. A lista que se segue anota apenas os taxa que ainda contêm os nomes originais fornecidos por Vahl e que se iniciam com a letra "A". O resto pode ser visto seguindo as hiperligações.
| - Achimenes, gen Vahl, 1791 (Gesneriaceae) - Abildgaardia monostachya (L.) Vahl, 1805 (Cyperaceae'') - Abildgaardia tristachya Vahl, 1805 (Cyperaceae) - Acaena adscendens Vahl, 1804 (Rosaceae) - Acaena adscendens Vahl, 1804 (Rosaceae) - Acaena lucida (Ait.) Vahl, 1804 (Rosaceae) - Acaena magellanica Vahl, 1804 (Rosaceae) - Acaena pumila Vahl, 1804 (Rosaceae) - Acaena sanguisorbae (L.) Vahl, 1804 (Rosaceae) - Acanthus ebracteatus Vahl, 1791 (Acanthaceae) - Acanthus repens Vahl, 1791 (Acanthaceae) - Achyranthes sarmentosa Vahl, 1791 (Amaranthaceae) - Acrostichum elegans Vahl, 1791 (Pteridaceae) - Adiantum viride Vahl, 1794 (Adiantaceae) - Aegiphila arborescens Vahl, (Lamiaceae) - Aegiphila villosa, Vahl (Lamiaceae) - Agrostis spicata, Vahl 1790 (Poaceae) - Aira alba, Vahl, 1817 (Poaceae) | - Aira alpina Vahl, (Poaceae) - Aira pubescens Vahl, 1794 (Poaceae) - Alopecurus antarcticus Vahl, 1791 (Poaceae) - Amasonia punicea Vahl (Lamiaceae) - Analectis speciosa Vahl, 1810 (Lamiaceae) - Anemone fasciculata Vahl, 1794 (Ranunculaceae) - Anemone triternata Vahl, 1794 (Ranunculaceae) - Annona asiatica Vahl, 1794 (Annonaceae) - Anthemis punctata Vahl, 1791 (Asteraceae) - Antherylium rohrii Vahl, 1792 (Lythraceae) - Antholyza caryophyllea Vahl, 1805 (Iridaceae) - Antholyza lucidior Vahl, 1805 (Iridaceae) - Antirrhinum dentatum Vahl, 1791 (Scrophulariaceae) - Antirrhinum thymifolium Vahl, 1791 (Scrophulariaceae) - Aponogeton lineare Vahl, 1794 (Aponogetonaceae) - Ardisia humilis Vahl, 1794 (Myrsinaceae) - Arenaria procumbens Vahl, 1791 (Caryophyllaceae) - Aristea coerulea Vahl, 1805 (Iridaceae) | - Aristolochia ringens Vahl, 1794 (Aristolochiaceae) - Arnica angustifolia Vahl , 1816 (Steraceae) - Arnica inuloides Vahl, 1791 (Asteraceae) - Arundo tenax Vahl, 1791 (Poaceae) - Ascium violaceum Vahl, 1798 (Marcgraviaceae) - Astragalus christianus Vahl, 1790 (Leguminosae) - Astragalus globosus Vahl, 1790 (Leguminosae) - Astragalus hirsutus Vahl, 1790 (Leguminosae) - Astragalus lagopodioides Vahl, 1790 (Leguminosae) - Astragalus peregrinus Vahl, 1790 (Leguminosae) - Astragalus poterium Vahl, 1790 (Leguminosae) - Astragalus rauwolfii Vahl, 1790 (Leguminosae) - Astragalus uralensis Vahl, 1790 (Leguminosae) - Avena alba Vahl , 1791 (Poaceae) - Avena forskaolii Vahl, 1791 (Poaceae) - Azorella caespitosa Vahl, 1794 (Apiaceae) |

### Eponímia
O seu nome serve de epónimo na nomenclatura de diversos taxa, entre os quais os géneros (Sterculiaceae) Vahlia Dahl e (Vahliaceae) Vahlia Thunb., e as seguintes espécies
- (Acanthaceae) Justicia vahlii F.Dietr. ex Nees[13]
- (Araliaceae) Hedera vahlii Thwaites[14]
- (Asteraceae) Aster vahlii (Gaudich.) Hook. & Arn.[15]
- (Boraginaceae) Echium vahlii Roem. & Schult.[16]
- (Buxaceae) Buxus vahlii Baill.[17]
- (Caryophyllaceae) Wahlbergella vahlii Rupr.[18]
- (Clusiaceae) Archytaea vahlii Choisy[19]
- (Convolvulaceae) Convolvulus vahlii Roem. & Schult.[20]
- (Cyperaceae) Torulinium vahlii C.B.Clarke[21]
- (Dipsacaceae) Scabiosa vahlii Coult.[22]
- (Euphorbiaceae) Anisophyllum vahlii Klotzsch & Garcke[23]
- (Fabaceae) Bauhinia vahlii Wight & Arn.[24]
- (Leguminosae) Phanera vahlii Benth.[25]
- (Myrtaceae) Eugenia vahlii DC.[26]
- (Ochnaceae) Diporidium vahlii Tiegh.[27]
- (Piperaceae) Ottonia vahlii Kunth[28]
- (Poaceae) Eragrostis vahlii (Roem. & Schult.) Nees[29]

## Publicações
Entre outras, é autor das seguintes publicações:
- Flora Danica, fasc. XVI-XXI, Edit. Nicolaus Möller et Filius, Aulae Regiae Typographi, Hauniae 1787-1799 (editor e coautor)
- Symbolæ botanicae, sive plantarum, tam earum, quas in itinere, imprimis orientali, 3 volumes, Edit. N. Möller et filius, Hauniae [Copenhaga] 1790–1794
- Nogle Iagttagelser ved en Reise giennem Norge til dets nordlige Dele, in: „Skrivter af Naturhistorie-Selskabet”, vol. 2, nr. 1, 1792, p. 1–71, e vol. 3, nr. 2, 1794, p. 157–206
- Icones illustrationi plantarum americanarum, 3 volumes, Edit. Nicolaus Möller et Filius, Aulae Regiae Typographi, Hauniae 1798–1799
- Enumeratio plantarum, vel ab alium vel ab ipso observatum, cum earum differentiis specificis, synonymis selectis et descriptionibus succinctis, 2 volumes, Edi. J.H. Schubothe, Hauniae 1804–1805 (póstuma)
- Eclogae americanae; seu, Descriptiones plantarum praesertim Americae meridionalis, nondum cognitarum, 4 volumes, Edit. Nicolaus Möller et Filius, Aulae Regiae Typographi, Hauniae 1796–1807
- Vahl's Climatic Zones and Biochores, Edit. Munksgaard, Copenhaga 1949